# منطقة أونتسوكولسكي (داغستان)
منطقة أونتسوكولسكي واحدة من المناطق الإدارية في جمهورية داغستان بروسيا الاتحادية. تقع في جهة الغرب من عاصمة محج قلعة وتحدها منطقة بويناكسكي من الشرق ومنطقة ليفاشينسكي وغرغبيلسكي من الجنوب ومنطقة خونزاخسكي من الغرب ومنطقة غومبيتوفسكي من الغرب والشمال. تبلغ مساحتها 560 كم².